# Лятна ваканция
„Лятна ваканция“ е израелски ТВ сериал, продуциран от Дисни Ченъл.
В Израел започва излъчване и снимки през лято 2012 г. В него се разказва за няколко тийнейджъри: Гур, Дафи, Том, Карин, Елинор, Тамар, Дана. Жанрът е романтична комедия и драма. В България се излъчва италианската версия.

## Главни герои
Елинор Векслер (в ролята: Гая Гур Арие)- тийнейджърка, най-добра приятелка на Тамар, Дафи и Дана. Работи в Milk Shake заедно с Гур. Има брат-близнак на име Том. Позната ни е с нейната организаторска способност. Винаги изготвя графици какво ще върши с приятелките си. Опитва се да намери любовта, но не успява, а дали сега ще успее?
Гур (в ролята: Гефен Баркай) – тийнейджър, току-що нанесъл се със семейството си в блока. Влюбен е в Тамар и са двойка. Работи в Milk Shake. Семейството му обеднява и на него му се налага да работи извънредно, за да получава повече пари. Брат му е Муки, а Тамар първоначално се грижи за него.
Тамар Голан (в ролята: Лихи Корновски) – тийнейджърка, най-добра приятелка на Елинор, Дафи и Дана, харесва Гур. Работи като детегледачка на брата на Гур-Муки, но я уволняват на рождения ѝ ден, защото семейството на Гур няма финансовите възможности вече да ѝ плаща. Работи в Milk Shake.
Дафи Кармон (в ролята: Кармел Лотан) – тийнейджерка, музикантка. Пише песни с Том, брат-близнак на Елинор, музикант. Изкарва пари като свири на улиците в Тел Авив с Том. Съгласява се нейна продуцентка да е Шарон Деган и с нейна помощ набира популярност. Влюбва се в Дийн, но Шарон не разрешава тяхната връзка. На Дафи не ѝ харесват песните, които трябва да пее и тоалетите, които трябва да носи.
Карин Крамар (в ролята: Михаела Елкин) – тийнейджърка, много капризна и богата, братовчедка на Тамар. Живее в Лос Анджелис и е отишла в Израел, защото иска да намери баща си. Никой друг, освен Том не знае за това. Скоро тя намира нещо специално в него и стават двойка. Вече не е разглезената богаташка, любовта я променя.
Том Векслер (в ролята: Силван Преслер) – брат-близнак на Елинор. Свири заедно с Дафи, той първи се съгласява да работи с Шарон, но по-късно е отхвърлен от нея. След появата на Карин, той се влюбва в него и много скоро стават гаджета.
Дана (в ролята: Ноел Берковитч) – току-що се е преместила със семейството си в Милано. Приятелка на Елинор, Тамар и Дафи. Нейното гадже е Франческо.
Шарон Деган (в ролята: Дана Адини) – продуцентка на Дафи и Том, но скоро е само на Дафи. Именно Шарон забелязва как Дафи и Том свирят и решава да им даде визитката си. С нея първи се свързва Том, но тя се надява на Дафи и скоро Том бива отхвърлен от нея.

## Сезони и излъчване
Сезони в Израел и България
| Сезон | Сезон | Епизоди | Израел          | Израел            | България        | България    |
| Сезон | Сезон | Епизоди | Начало          | Край              | Начало          | Край        |
| ----- | ----- | ------- | --------------- | ----------------- | --------------- | ----------- |
|       | 1     | 50      | 19 август, 2012 | 31 октомври, 2012 | 18 август, 2014 | 1 май, 2015 |
|       | 2     | 50      | 18 август, 2013 | 29 октомври, 2013 | -               | -           |

Излъчване в България
| Сезон | Епизоди | Дата на излъчване     | Час на излъчване |
| 1     |         |                       |                  |
| ----- | ------- | --------------------- | ---------------- |
| 1     | 1 – 10  | 18 – 29 август 2014   | 15:15            |
| 1     | 11 – 20 | 1 – 12 септември 2014 | 15:15            |
| 1     | 21 – 30 | 5 – 16 януари 2015    | 15:15            |
| 1     | 31 – 40 | 2 – 13 март 2015      | 15:05            |
| 1     | 41 – 50 | 20 април – 1 май 2015 | 18:55            |

Първи сезон в България започва на 18 август 2014 г. и завършва на 1 май 2015 г. Дублажът е на студио „Александра Аудио“. Ролите се озвучават от Нина Гавазова, Елена Пеева, Момчил Степанов и Яна Огнянова. В 31-ви епизод към състава се присъединява Кирил Бояджиев.